# Turboventola

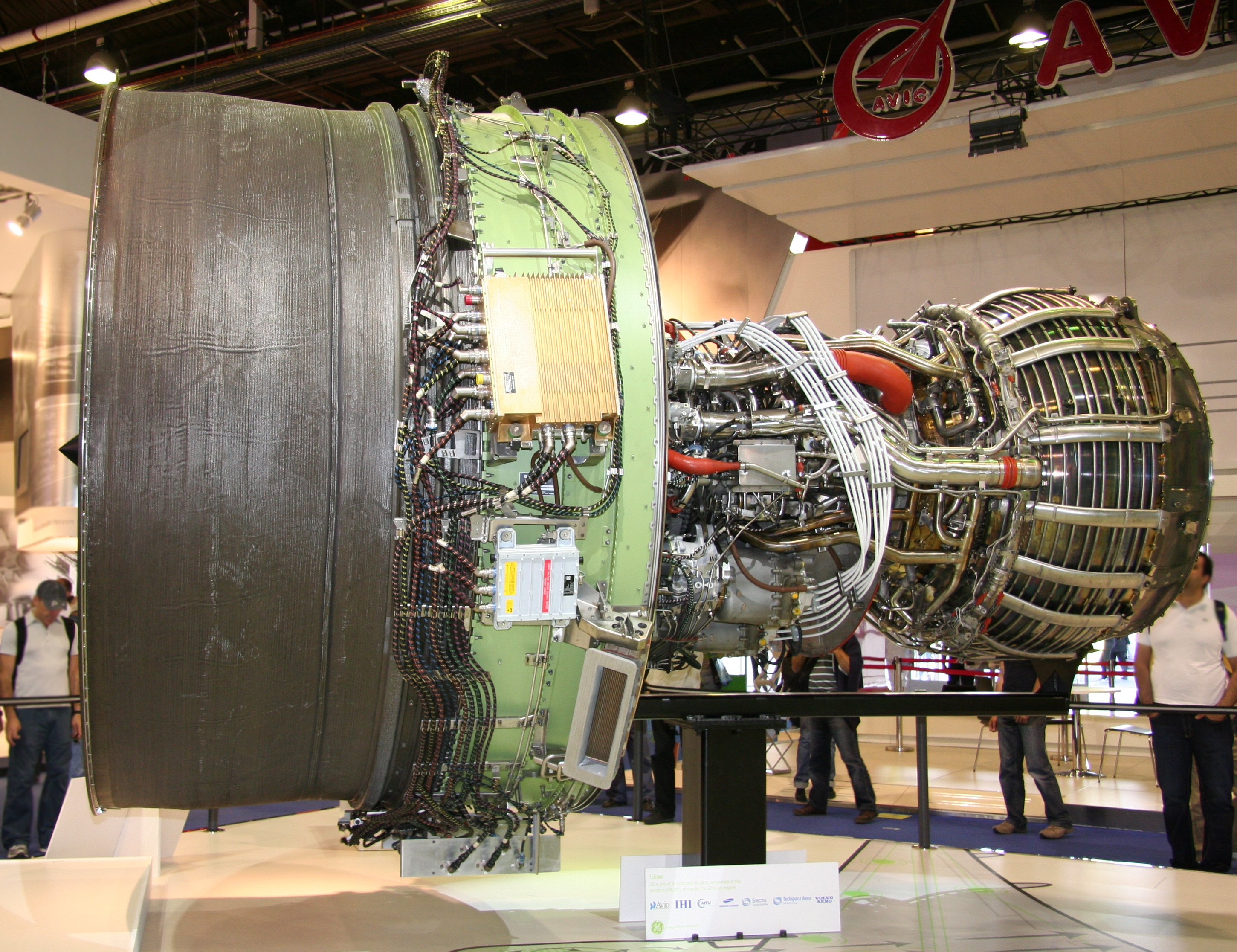
Una turboventola General Electric GEnx che equipaggia i Boeing 787 e 747-8

La turboventola, spesso indicata col termine inglese turbofan, è un tipo di motore a reazione che, a differenza di un normale motore turbogetto, utilizza due flussi d'aria separati:
- il primo flusso, detto flusso caldo, attraversa tutti gli stadi del motore, vale a dire la presa d'aria, che ha la funzione di instradare il flusso generando una prima compressione dell'aria rallentandola, negli stadi successivi, la ventola (uno o più stadi), il compressore, la camera di combustione, la turbina (uno o più stadi), e l'ugello di scarico, da dove viene esercitata tutta la propulsione sul mezzo esterno.
- il secondo flusso, detto flusso freddo, attraversa:
  - nel caso di turboventola a flussi associati, soltanto ventola e ugello, oppure
  - nel caso di turboventola a flussi separati, la sola ventola.

Il rapporto tra la portata in massa di flusso freddo e la portata in massa di flusso caldo si dice rapporto di diluizione.

## Usi e caratteristiche
Tutti i jet moderni adottano la turboventola in quanto è il motore che permette minori consumi e migliori prestazioni rispetto al sorpassato turbogetto. Questo per motivi legati alla presenza della ventola e del flusso freddo.
Molti aerei passeggeri adottano turboventole ad alto rapporto di diluizione; si possono riconoscere grazie al loro più grande ingombro frontale, determinato dalla ventola appunto, mentre gli aeroplani ad alte prestazioni, come i caccia, adottano turboventole a basso rapporto di diluizione per raggiungere velocità operative molto elevate, e, quindi, la grandezza della turboventola è paragonabile a quella di un semplice turbogetto.
La ventola è mossa da un albero motore azionato dalla turbina più a valle, detta turbina a bassa pressione, mentre il compressore è mosso da un altro albero, concentrico e più esterno rispetto al primo, collegato alla turbina più a monte e immediatamente posta a valle del combustore, detta turbina ad alta pressione. Questa configurazione è detta bialbero, ma il compressore potrebbe essere mosso anche da più di un albero, generando configurazioni trialbero.
Il rumore prodotto da questo tipo di motore è strettamente correlato alla velocità dei gas di scarico. I motori ad alto rapporto di diluizione, cioè a più bassa spinta specifica (spinta per unità di flusso di massa), sono relativamente silenziosi se comparati con i turbogetto e con le turboventole a basso rapporto di diluizione (e quindi ad alta spinta specifica). Un motore a bassa spinta specifica ha una velocità all'ugello di scarico molto più bassa; infatti, secondo l'equazione approssimata della spinta, valida anche per i turbogetti:
{\displaystyle T={\dot {m}}(V_{s}-V_{a})}
dove {\displaystyle {\dot {m}}} è il flusso di massa che attraversa la presa d'aria nell'unità di tempo (massa diviso tempo), {\displaystyle V_{s}} è la velocità dei gas di scarico e {\displaystyle V_{a}} è la velocità di volo.
Quindi la spinta specifica è data da:
{\displaystyle {\frac {T}{\dot {m}}}=(V_{s}-V_{a})}
Così, se l'aeromobile è fermo, la spinta specifica è direttamente proporzionale alla velocità del getto.
Gli aeroplani a getto sono spesso considerati rumorosi, ma un propulsore a pistoni o un turboelica che erogano la stessa potenza sono molto più rumorosi.
A differenza del turbogetto, dove l'unica parte del motore che fornisce la spinta è l'ugello, nella turboventola circa l'80% della spinta è fornita dalla ventola.

## Turboventola a flussi separati

Diagramma che illustra una turboventola bialbero ad alto rapporto di diluizione a flussi separati: in verde il complesso a bassa pressione, mentre in viola il complesso ad alta pressione.

L'introduzione degli statori a geometria variabile nel compressore fece sì che i compressori ad alte pressioni potessero lavorare senza pericolo di stallo. Questa innovazione fece il suo debutto col General Electric J79, un turbogetto monoalbero militare. Quando il compressore a geometria variabile fu accoppiato alla ventola, fu possibile aumentare drasticamente la pressione di combustione. Inoltre, una più alta temperatura in turbina, grazie ai nuovi materiali e ai nuovi metodi di raffreddamento, rese possibile adottare delle camere di combustione più piccole.
Queste migliorie portarono anche allo sviluppo di un motore ad alto rapporto di diluizione, dove la ventola elabora una grande quantità d'aria rispetto al resto del motore. Oggi BPR ≥ 5 sono assai comuni; la ventola assomiglia a un'elica intubata, la quale soffia aria fredda attorno alle componenti del motore più a valle. Il flusso d'aria della ventola poi si miscela con quello dell'ugello di scarico, rendendo il motore meno rumoroso. Inoltre la ventola, in questo caso, partecipa alla generazione della spinta insieme all'ugello.
La prima turboventola ad alto rapporto di diluizione fu il General Electric TF39, progettato per il Lockheed C-5 Galaxy, un enorme aeroplano da trasporto militare. Il General Electric CF6 usava un disegno simile, ma per impiego civile. Seguirono il Pratt & Whitney JT9D, il trialbero Rolls-Royce RB211 e il CFM International CFM56. I più recenti sono il Pratt & Whitney PW4000, il trialbero Rolls-Royce Trent, il General Electric GE90, il General Electric GEnx e il CFM Leap. 
La loro grande spinta e il loro consumo più ridotto resero le turboventole ad alto rapporto di diluizione indispensabili per l'impiego civile.
Una rappresentazione schematica d'una turboventola a flussi separati è illustrata in figura. A valle del diffusore (presa d'aria), comune all'intera portata d'aria (principale e secondaria), si trovano alcuni stadi del compressore che costituiscono la ventola e sono attraversati anch'essi dall'intera portata d'aria. Da questo punto in poi i due flussi seguono percorsi diversi. In particolare il flusso secondario non verrà ulteriormente compresso, mentre il flusso primario verrà compresso dal compressore che sviluppa un rapporto di compressione (rapporto tra pressione in uscita e pressione in entrata) superiore a quello della ventola ed è quindi caratterizzato da più stadi. Questa portata evolve successivamente, come nel turbogetto semplice, sino all'uscita dalla prima turbina.
La prima turbina è infatti quella che fornisce la potenza necessaria a muovere il compressore. A valle della prima turbina i gas combusti, ad alta temperatura e a pressione ancora superiore a quella atmosferica, vengono ulteriormente espansi nella seconda turbina, che fornisce la potenza necessaria a muovere la ventola. Soltanto a valle della seconda turbina il flusso principale verrà accelerato, sfruttando la frazione di potenza utile ancora disponibile per produrre la spinta.
Il flusso secondario a valle della ventola può essere accelerato in un ugello. Spesso, soprattutto nel caso di elevate portate di flusso secondario, per risparmiare peso e ingombro e per limitare gli attriti l'ugello del getto secondario è posizionato appena a valle della ventola.

## Turboventola a flussi associati

Diagramma che illustra una turboventola bialbero a basso rapporto di diluizione a flussi associati: in verde il complesso a bassa pressione, mentre in viola il complesso ad alta pressione.

I primi turbogetti lamentavano consumi di carburante assai elevati, mentre la pressione di tutto il ciclo, così come la temperatura interna, erano molto limitate dalla tecnologia del tempo. Materiali più evoluti e l'introduzione del doppio compressore (adottato da motori come il Pratt & Whitney JT3C), permisero di aumentare le pressioni nonché l'efficienza termodinamica del motore, ma portarono ad un impoverimento dell’efficienza propulsiva, dato che i turbogetti in genere avevano, generalmente, uno scarso flusso di scarico opposto ad una grande velocità di espulsione dei fumi dal motore stesso.
Le turboventole a basso rapporto di diluizione furono progettate per migliorare l'efficienza propulsiva, attraverso una riduzione della velocità del getto a valori più vicini alle velocità di volo. Il Rolls-Royce Conway, le prime turboventole, aveva un BPR = 0,3 (rapporto di diluizione), simile al moderno General Electric F404, motore montato su aerei quali il McDonnell Douglas F/A-18 Hornet. I turboventola civili degli anni '60, come il Pratt & Whitney JT8D e il Rolls-Royce Spey possedevano un BPR = 1.

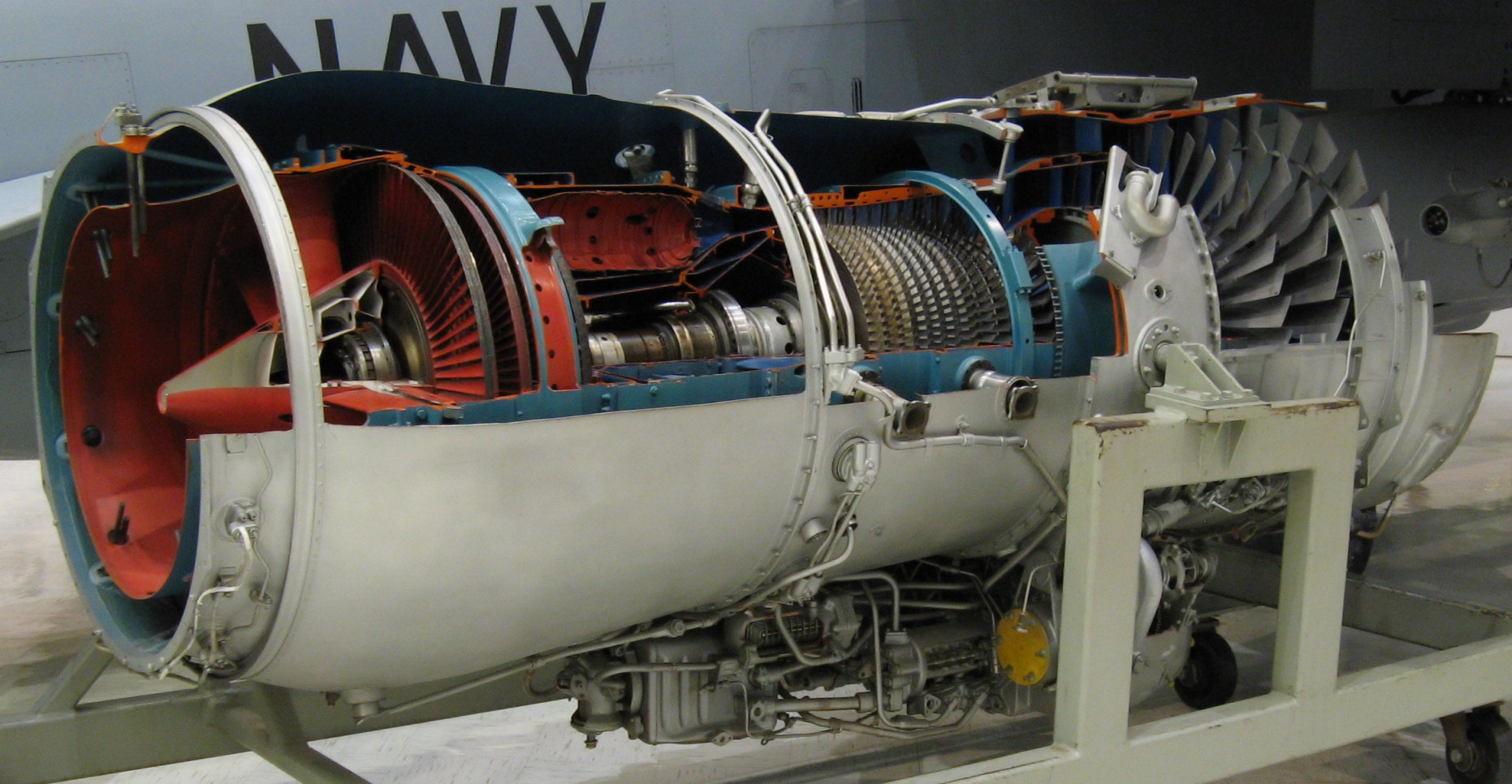
Spaccato di un motore Pratt & Whitney TF30: veduta dal retro con la sezione del flusso ad alta temperatura colorata in rosso, in azzurro la sezione a bassa temperatura.

In una turboventola a flussi separati, i due getti sono caratterizzati da temperature diverse. Poiché a parità di salto di pressione la velocità di efflusso è proporzionale alla radice quadrata della temperatura totale del flusso, si può cercare di aumentare la temperatura del flusso secondario grazie all'elevata temperatura di quello primario. Questo principio è alla base della realizzazione della turboventola a flussi associati che, ridistribuendo tra i due flussi non solo il lavoro utile ma anche l'energia termica, permette di ottenere prestazioni superiori rispetto al caso della turboventola a flussi separati, anche se per ottenere tale vantaggio bisogna tener conto del peso aggiuntivo necessario.
In una turboventola a flussi associati, il flusso freddo viene miscelato con quello caldo dopo essere stato compresso. Nello schema è presente un nuovo componente, la camera di miscelazione, dove i due flussi vengono appunto miscelati prima di essere espansi in un unico ugello. Bisogna considerare un vincolo aggiuntivo, rispetto al caso della turboventola a flussi separati; infatti, all'ingresso della camera di miscelazione i due flussi devono avere la stessa pressione statica. Questo comporta che, in fase di progetto, il rapporto di compressione della ventola e il rapporto di diluizione non possono essere scelti entrambi arbitrariamente.
L'inusuale General Electric CF700 fu sviluppato come un aft-fan (cioè un motore con la ventola a valle del ciclo), con un BPR = 2. Era un derivato del turbogetto General Electric, imbarcato sul Northrop T-38 Talon e sul Learjet da 12 650 newton, sviluppato per il Rockwell Sabreliner 75/80. Il CF700 fu la prima «piccola turboventola» al mondo a essere certificata dalla Federal Aviation Administration. Ora volano non meno di 400 aeroplani con questo propulsore con più di 10 milioni di ore di volo.
Sin dagli anni settanta i motori a getto erano turboventole a basso rapporto di diluizione a flussi associati e post-combustore. La prima turboventola con postbruciatore fu la Pratt & Whitney TF30 che equipaggiava il General Dynamics F-111, il Grumman F-14 Tomcat e il Vought A-7 Corsair II.
Possiamo inoltre ricordate alcune turboventole del blocco sovietico, come la celebre Ljul'ka AL-31F, disegnata da Arkhip Mikhailovich Lyul'ka e probabilmente uno delle migliori della guerra fredda, installata sui Sukhoi Su-27 Flanker, nonché la Klimov RD-33, adottata dal Mikoyan-Gurevich MiG-29 Fulcrum.

## Costruttori
- Avio Aero
- General Electric
- MTU Aero Engines
- Pratt & Whitney
- Rolls-Royce
- Snecma
- CFM International
- International Aero Engines